# مختار علي مختار
مختار علي مختار لاعب كرة قدم قطري.

## مسيرة اللاعب
لعب في نادي الشمال والنادي العربي ونادي الدحيل ونادي معيذر ونادي أم صلال ونادي لوسيل.